# شهاب کرمی
شهاب کرمی (زاده ۲۵ اسفند ۱۳۶۹ در کرمانشاه) بازیکن سابق فوتبال اهل ایران است.
او همچنین سابقه بازی در تیم‌های پتروشیمی تبریز، مس سرچشمه، شهرداری یاسوج، فولاد خوزستان، ملوان بندر انزلی، پرسپولیس تهران و سپیدرود رشت و  شاهین بوشهر را دارا است.
او به همراه فولاد در فصل ۹۲–۹۳ لیگ برتر و به همراه پرسپولیس در فصل ۹۶–۹۵ لیگ برتر قهرمان شد.
این بازیکن در تاریخ ۱۷ بهمن ۱۳۹۵ با پایان دوران سربازی در تیم ملوان و دریافت کارت پایان خدمت خود به صورت بازیکن آزاد قراردادی یک و نیم ساله را با تیم پرسپولیس تهران به امضا رساند و پیراهن شماره ۶۶ این تیم را تحویل گرفت.
درحال حاضرمدیر ومربی مدرسه فوتبال شهاب درشهر کرمانشاه است.

## افتخارات
- لیگ برتر
- قهرمانی در لیگ برتر فوتبال ایران1394-1393به همراه تیم فولاد خوزستان
- قهرمانی در لیگ برتر فوتبال ایران ۹۶–۱۳۹۵ به همراه تیم پرسپولیس تهران
- سوپر جام
- قهرمانی در سوپر جام ۱۳۹۶ به همراه تیم پرسپولیس تهران